# ام‌بی‌آی‌ای
ام‌بی‌آی‌ای (انگلیسی: MBIA) شرکت خدمات مالی آمریکایی است، که در سال ۱۹۸۷ تأسیس شد.

## تاریخچه
یک کنسرسیوم از شرکت های بیمه (Aetna ، صندوق آتش نشان ، مسافران ، سیگنا و کانتیننتال) در سال 1973 انجمن بیمه اوراق قرضه شهری را برای تنوع بخشیدن به سهام خود در اوراق قرضه شهری تشکیل دادند. این شرکت در سال 1987 به صورت عمومی عرضه شد.
در سال 2002 ، بیل آکمن ، مدیر صندوق های سرمایه گذاری ، تحقیقات را آغاز کرد که بر چالش کشیدن رتبه بندی AAA MBIA متمرکز بود ، علی رغم تحقیقات مداوم در مورد تجارت او توسط مقامات ایالتی و فدرال نیویورک. او برای کپی کردن 725000 صفحه از اظهارات مربوط به شرکت خدمات مالی ، در رعایت احضار شرکت حقوقی خود ، هزینه کپی را دریافت کرد. آکمن خواستار تقسیم بین کسب و کار مالی ساختاری بیمه گران اوراق قرضه MBIA و بخش بیمه اوراق قرضه شهری آنها شده است ، علی رغم اظهارات شرکت های بیمه که این گزینه قابل قبول نخواهد بود.
او استدلال کرد که میلیاردها دلار از حفاظت از مبادلات اعتباری (CDS) که MBIA در برابر cdo های مختلف با وام مسکن فروخته بود ، مشکل خواهد بود. او همچنین استدلال کرد که برای MBIA که از نظر قانونی از تجارت CDS محدود شده بود ، مناسب نیست که در عوض این کار را از طریق یک شرکت دوم ، Lacrosse Financial Products انجام دهد ، که MBIA آن را به عنوان "شرکت تابعه یتیم"توصیف کرد. اکمن سی دی هایی را در برابر بدهی شرکت های MBIA خریداری کرد تا شرط بندی کند که سقوط خواهد کرد. وقتی MBIA در واقع با اوج بحران مالی سال های 2007-2008 سقوط کرد ، او مبادلات را با سود زیادی فروخت. گزارش شده که اکمن تلاش کرده تا به تنظیم کننده ها ، آژانس های رتبه بندی و سرمایه گذاران درباره مدل های تجاری پر ریسک بیمه گران اوراق قرضه هشدار دهد. داستان نبرد اکمن با MBIA به کتابی به نام بازی اعتماد به نفس (ویلی ، 2010) توسط خبرنگار بلومبرگ کریستین ریچارد تبدیل شد. او گزارش داد که موقعیت کوتاه خود را در MBIA در 16 ژانویه 2009 با توجه به 13d ثبت شده در SEC پوشش می دهد.
در ژانویه 2017 ، MBIA UK توسط Assured Guaranty Ltd همراه با شرکت تابعه خود Assured Guaranty Corp خریداری شد.